# Codreni (okręg Botoszany)
Codreni – wieś w Rumunii, w okręgu Botoszany, w gminie Mileanca. W 2011 roku liczyła 385 mieszkańców.